# Мегалітичні храми Мальти

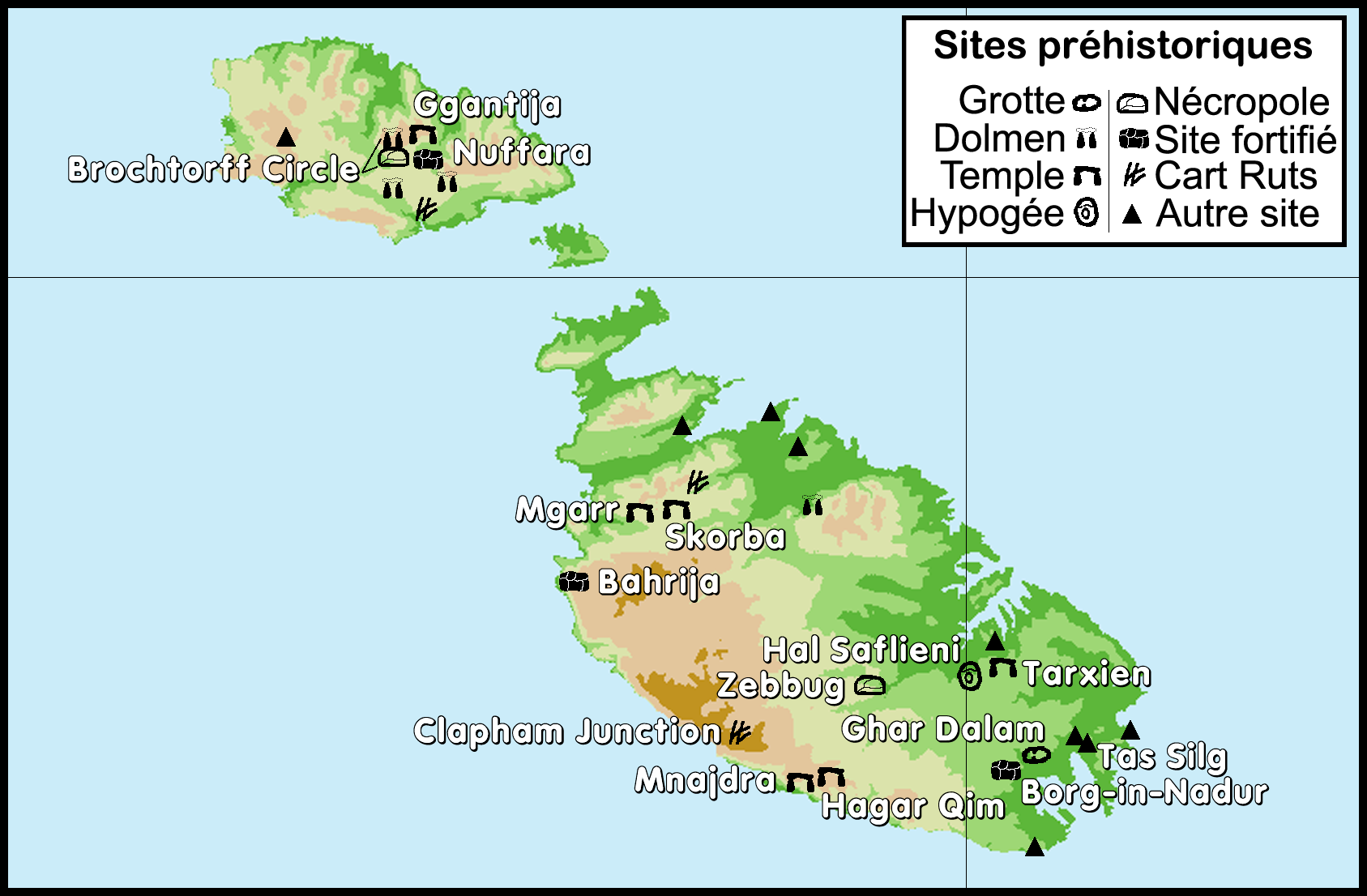
Розташування мегалітичних храмів на Мальті

Мегалітичні храми Мальти — група доісторичних мегалітичних храмів, що включена під загальним номером до списку Світової спадщини ЮНЕСКО. До неї входять одинадцять доісторичних пам'яток, сім з яких — об'єкти Світової спадщини ЮНЕСКО, що побудовані протягом трьох різних періодів часу приблизно між 5000 і 700 роками до н. е. Вважалися найстарішою мегелітичною спорудою світу, проте на сьогодні старішим розглядають похований комплекс Гебеклі-Тепе. Археологи вважають, що ці мегалітичні комплекси є результатом місцевих інновацій у процес культурної еволюції. Це призвело до будівництва кількох храмів фази Джгантії (3600—3000 до н. е.), кульмінацією став великий храмовий комплекс Таршіен, який використовувався до 2500 р. до н. е. Після цього культура будівництва храмів зникла.
Ці храми слугують основою для періодизації найдавнішої історії Мальти, оскільки певні типи кераміки або інших артефактів знайдені в контексті того чи того мегалітичного храму. До групи мегалітичних храмів не входить мегалітичне підземне Святилище Хал-Сафліені (воно занесене до списку Світової спадщини під окремим номером).
Окрім того, на Мальті є низка інших мегалітичних храмів, наприклад, Бордж ін-Надур, Кордін, Коло Брошторффа, Таль-Каді, Тас-Сілдж, Китайський сад безтурботності із виявленим у 1973 році гіпогеєм в Санта-Лучія, та інші, які не увійшли до списку Світової спадщини через погане збереження. Частину храмів знищено або значно пошкоджено в XIX столітті через розчищення землі селянами під ділянки для посівних площ.

## Будівництво
Під час пізньої кам'яної доби споруджено 6 храмів на острові Гоцо та 22 храми на острові Мальта. Фаза будівництва храмів тривала від 3800 року до н. е. до 2500 року до н. е., тобто близько 1000 років. Храми споруджені етносом, що, за припущенням науковців, перебрався на Мальту з Сицилії у період від 6000 до 4000 року до н. е.
Ранні храми мають три- або п'ятинефний план й складені з 20-тонних кубічних вапнякових блоків. Найдавніший храм датується 4500 роком до н. е. Як припускають, причиною раптового зникнення цієї культури на Мальті було виснаження ґрунтів та можливі посухи. З часу будівництва храмів збереглися також артефакти, знайдені в печерах, поховання в скелях та гіпогеї.
Знайдено шість архітектурних мініатюр-моделей реальних храмів. Більшість з них виставлені в Національному музеї археології. Мініатюрні моделі знайшли в самих храмах і, на думку істориків, вони мали культове значення. Мініатюри не є точними копіями реальних храмів у зменшеному масштабі, проте вони загалом відтворюють реальні обриси храмів та створені за тим самим принципом. Подібні мініатюрні моделі культових споруд знайдено на острові Сардинія (культура Нурагів).

## Галерея

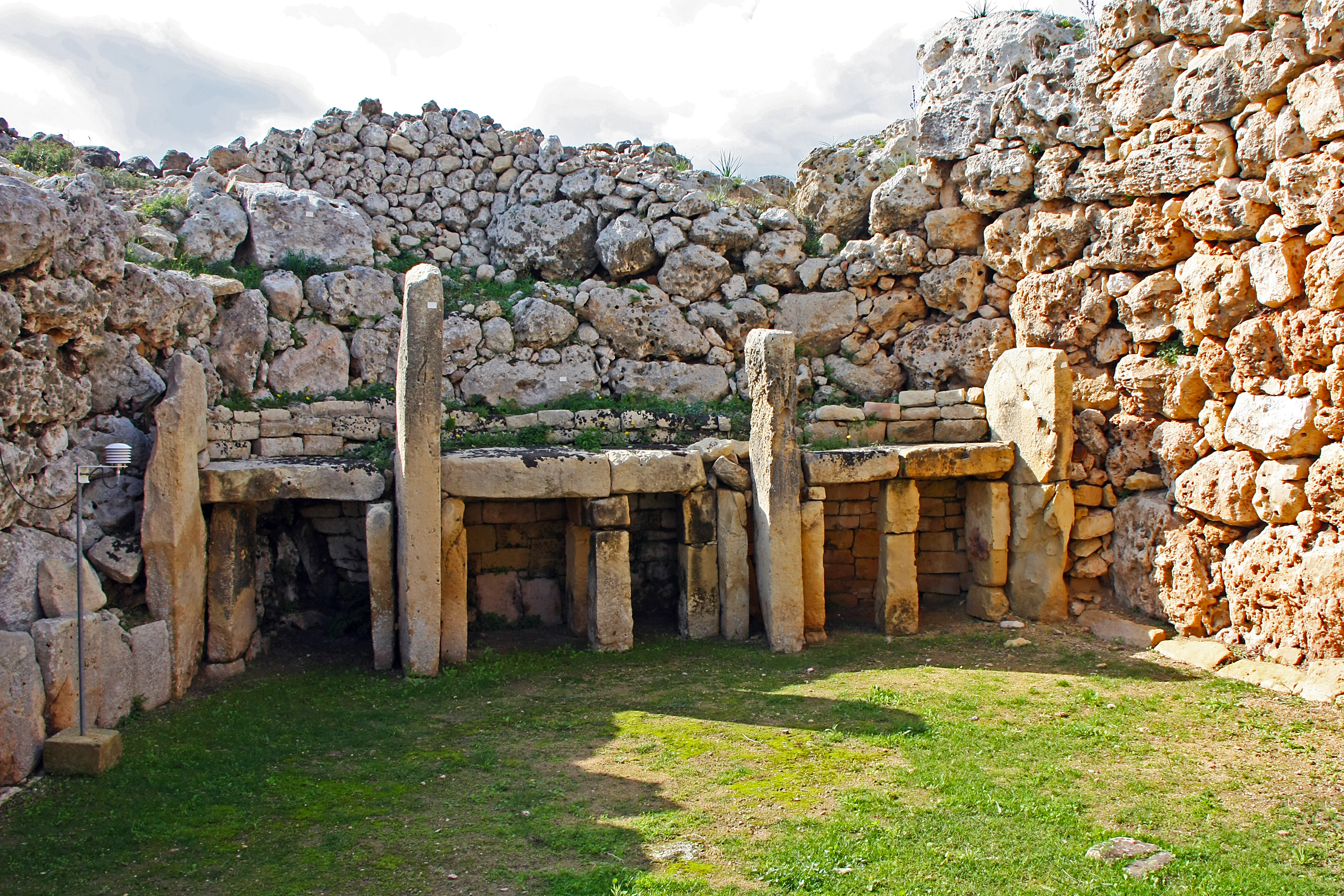
Джгантія
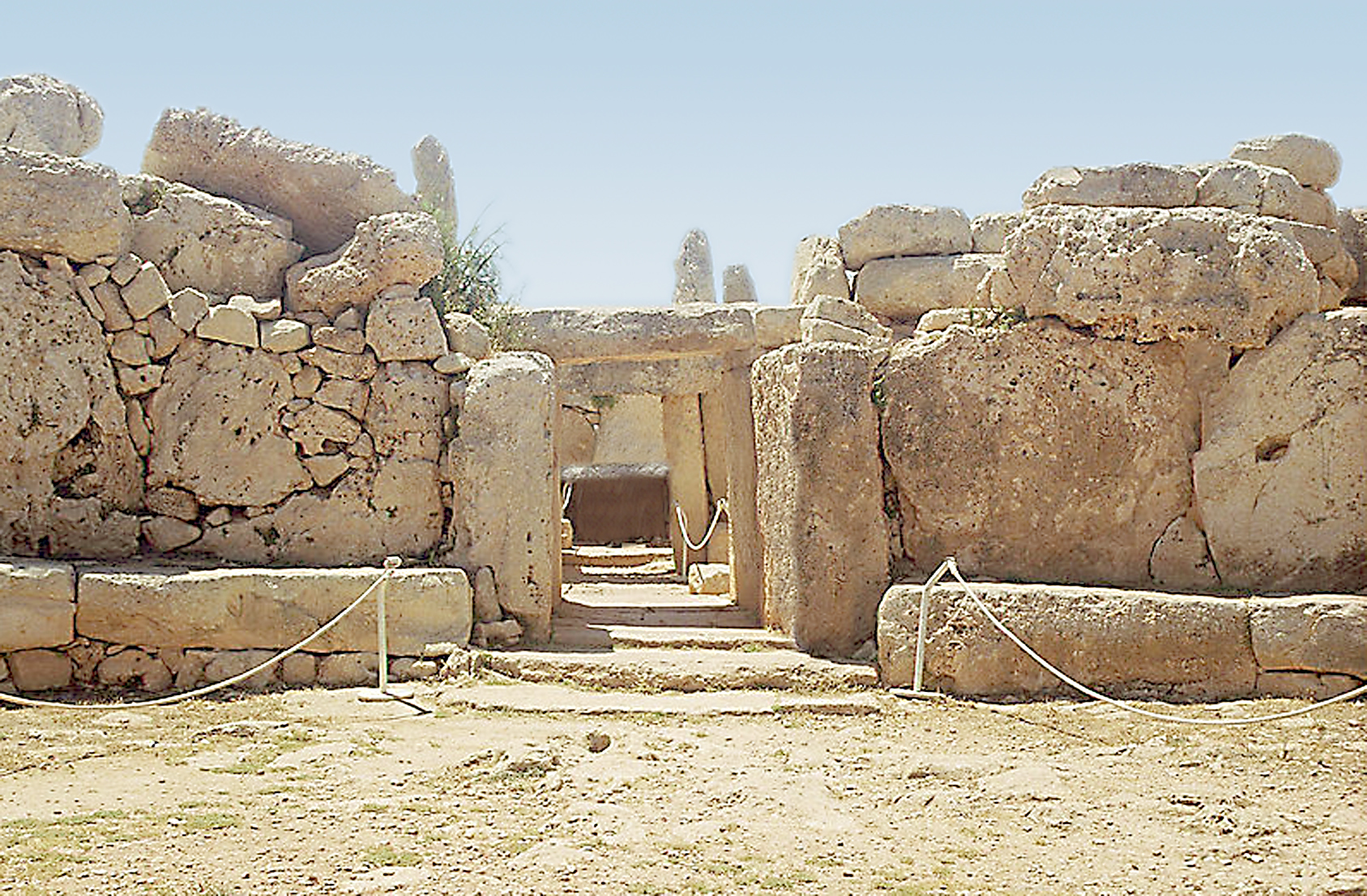
Мнайдра
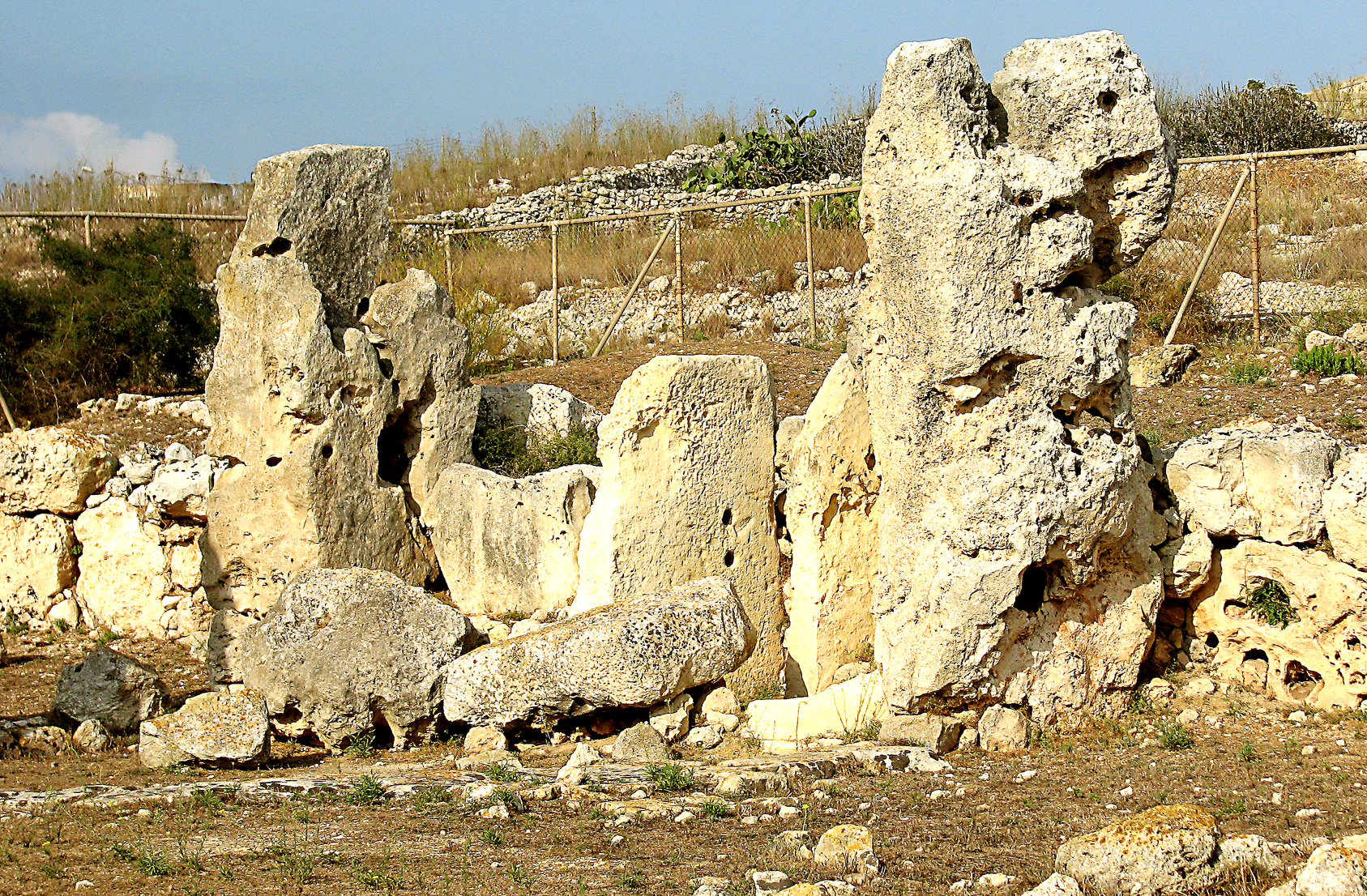
Скорба
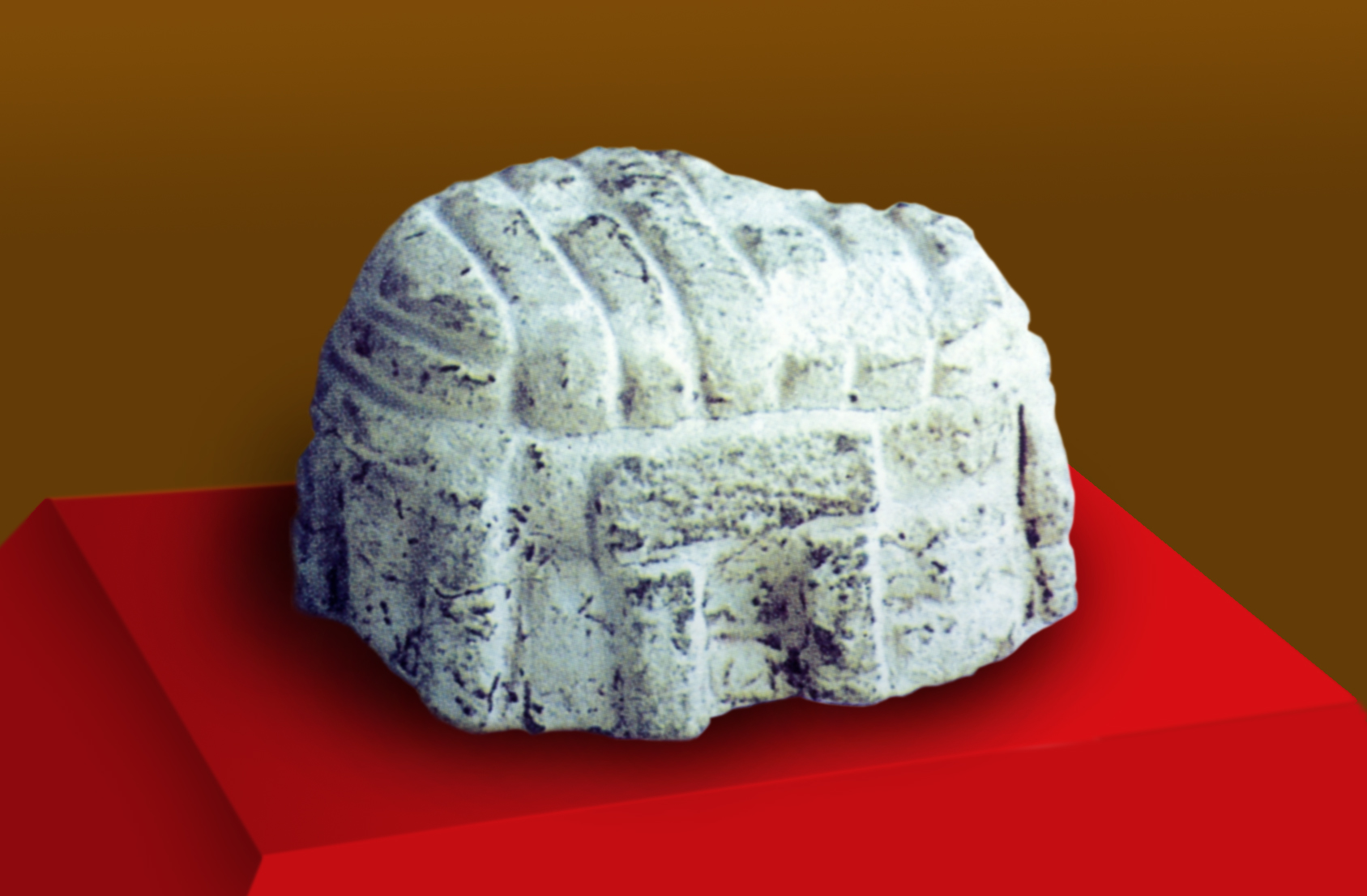
Та' Хаджрат
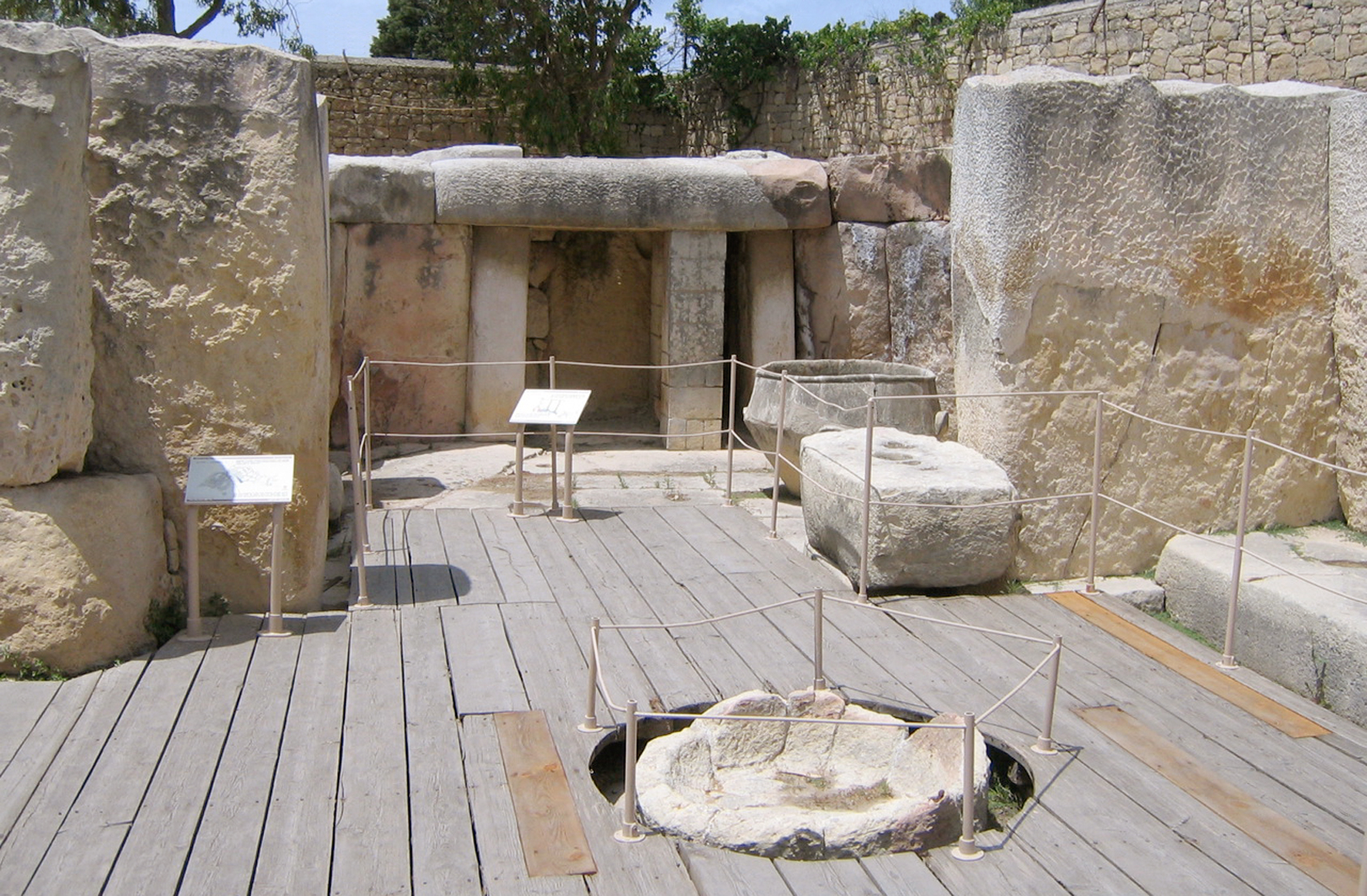
Таршіен
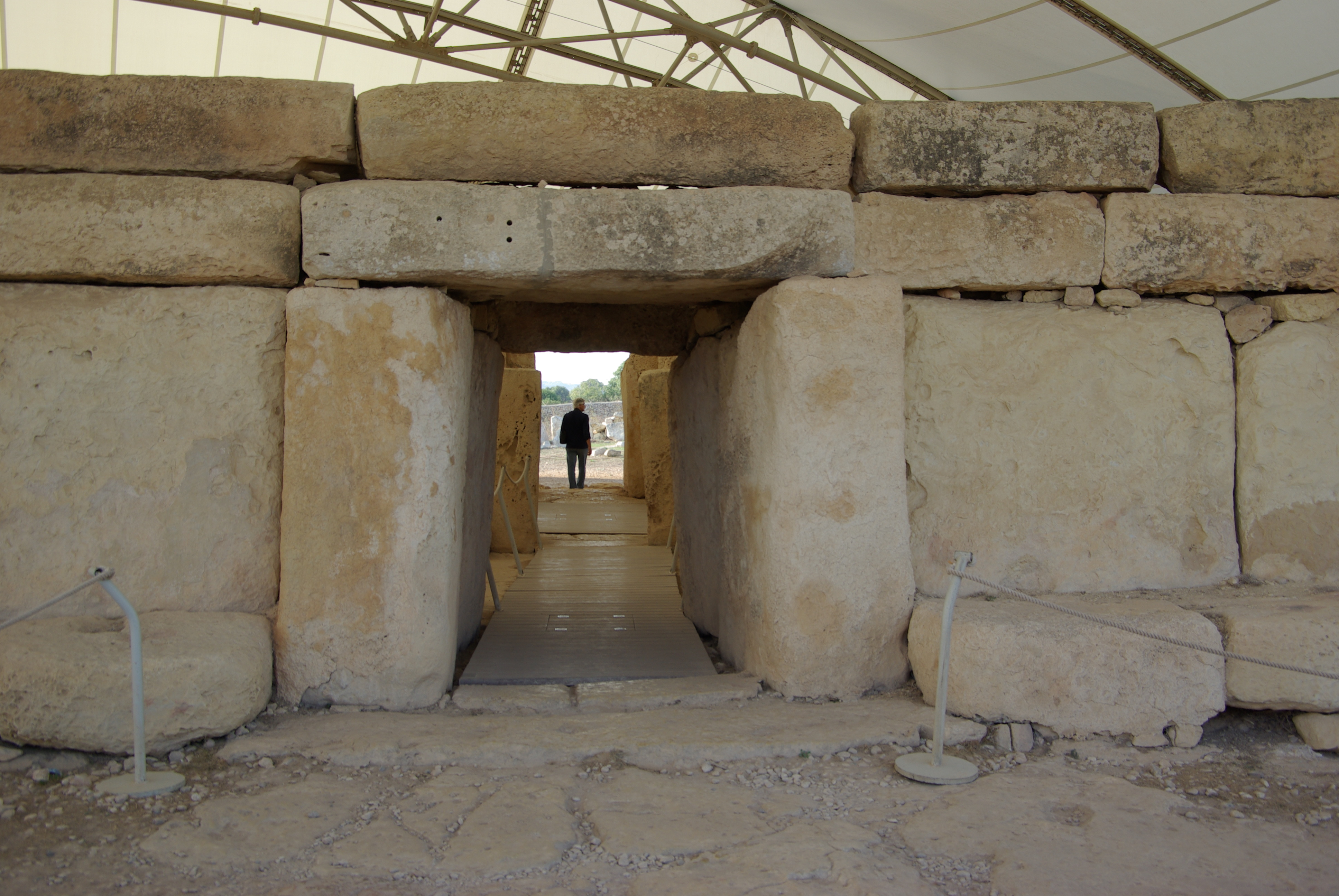
Хаджар-Кім